# Tegulidae
Tegulidae (лат.) — семейство морских брюхоногих моллюсков.

## Описание
Семейство включает как мелкие, так и крупные виды. Раковина спиральная, от шаровидной до конической. Её поверхность гладкая или неровная. В скульптуре преобладают более или менее отчетливые осевые спиральные гребни. Раковины одноцветные или с пёстрым рисунком, в основном тёмных тонов (от темно-коричневатого до чёрного). Устье раковины косое, прикрыто некальцинированной крышечкой. Внутренняя поверхность раковины покрыта мощным перламутровым слоем.
Встречаются во всех океанах от тропических до полярных вод.
Моллюски обитают на мелководье — на скалах и мягких грунтах. Питаются водорослями и детритом.

## Роды
На апрель 2024 в семейство включается 8 родов, согласно World Register of Marine Species:
- Agathistoma Olsson & Harbison, 1953
- Callistele Cotton & Godfrey, 1935
- Carolesia Güller & Zelaya, 2014
- Cittarium R. A. Philippi, 1847
- Norrisia Bayle, 1880
- Rochia Gray, 1857
- Tectus Montfort, 1810
- Tegula Lesson, 1833